# Louise A. Tilly
Louise Audino Tilly (* 13. Dezember 1930 in Orange,  New Jersey, Vereinigte Staaten; † 27. März 2018) war eine US-amerikanische Historikerin und Hochschullehrerin. Sie war Michael-E.-Gellert-Professorin für Geschichte und Soziologie an der New School for Social Research und 1993 Präsidentin der American Historical Association.

## Leben und Werk
Tilly war die Tochter der Künstlerin Piera und des Ingenieurs Hector Audino, die aus Norditalien eingewandert waren. Sie studierte am öffentlichen New Jersey College für Frauen, dem heutigen Douglass College der Rutgers University, und erwarb 1952 ihren Bachelor of Arts mit Auszeichnung. 1955 erhielt sie an der Boston University einen Master-Abschluss in Geschichte. In den 1950er Jahren heiratete sie den Historiker Charles Tilly, mit dem sie vier Kinder bekam. 1974 promovierte sie in Geschichte an der University of Toronto. Sie unterrichtete bereits 1971 an der University of Michigan-Flint und wurde 1975 ordentliche Professorin und 1977 Professor of History and Women’s Studies an der University of Michigan . 1979 erhielt sie ein Stipendium am Shelby Cullom Davis Center für historische Studien an der Princeton University. Nach fast einem Jahrzehnt an der University of Michigan wurde sie zusammen mit ihrem Ehemann angeworben, um an der New School for Social Research ein neues Graduiertenkolleg für Geschichtsstudien zu gründen.
Mit ihrem Ehemann gründete sie zusammen mit Aristide Zolberg und Ira Katznelson den Ausschuss für historische Studien, der sich einem multidisziplinären Ansatz für das Studium der Geschichte widmet. An der New School for Social Research war Tilly von 1984 bis 2002 Michael E. Gellert-Professor für Geschichte und Soziologie und von 1994 bis 1996 Vorsitzende des Ausschusses für historische Studien. Sie war 1979, 1980, 1988 und 1991 Direktorin der Études Associées an der École des Hautes Études en Sciences Sociales in Paris.
Neben ihrer Lehr- und Forschungsverantwortung war Tilly Präsidentin mehrerer Berufsverbände: 1993 der American Historical Association, von 1981 bis 1982 der Social Science History Association und von 1983 bis 1986 des Social Science Research Council. Tilly war auch Vorsitzende des Higby Prize Committee, des Committee on Quantification in History, des Panel on Technological Change and Women’s Employment und war Mitglied des National Resource Council, des National Academy of Science Committee on Women’s Employment and Related Social Issues sowie des Council of the Association. Während der Clinton-Administration arbeitete Tilly als Mitglied des National History Standards Project mit dem Ziel, den Geschichtsunterricht an amerikanischen öffentlichen Schulen zu aktualisieren und zu verbessern.
Ein Großteil von Tillys Forschung konzentrierte sich darauf, wie Arbeit, Ernährung, Familiensysteme und Geschlecht von wirtschaftlichen und sozialen Bewegungen in Frankreich und Italien beeinflusst wurden. Ihre Schriften haben sich mit verschiedenen Aspekten der Sozialgeschichte, den Bedingungen der Arbeitnehmer und der Veränderung der Geschlechterrollen befasst. Sie hat mindestens elf Bücher verfasst oder mitautorisiert und zahlreiche wissenschaftliche Artikel in Zeitschriften für Geschichte und Soziologie veröffentlicht.

## Auszeichnungen
1990 wurde sie als Fellow der John Simon Guggenheim Memorial Foundation ausgezeichnet.

## Veröffentlichungen (Auswahl)
- mit Charles Tilly, Richard H. Tilly: The rebellious century, 1830–1930. Cambridge, Harvard University Press, 1975.
- mit Joan W. Scott: Women, work, and family. New York: Holt, Rinehart and Winston, 1978.
- mit Charles Tilly: Class conflict and collective action. Beverly Hills: Published in cooperation with the Social Science History Association by Sage Publications, 1981.
- mit Vivian Patraka: Tilly Feminist re-visions: what has been and might be. Ann Arbor, Mich.: Women’s Studies Program, University of Michigan, 1983.
- mit Patricia Gurin: Women, politics, and change. New York: Russell Sage Foundation, 1990.
- mit John R. Gillis, David Levine: The European experience of declining fertility, 1850–1970: the quiet revolution. Cambridge, MA: Blackwell, 1992.
- Politics and class in Milan, 1881–1901. New York: Oxford University Press, 1992, ISBN 978-0-19-506683-8.